# Liste der Kulturdenkmale in Riedlingen

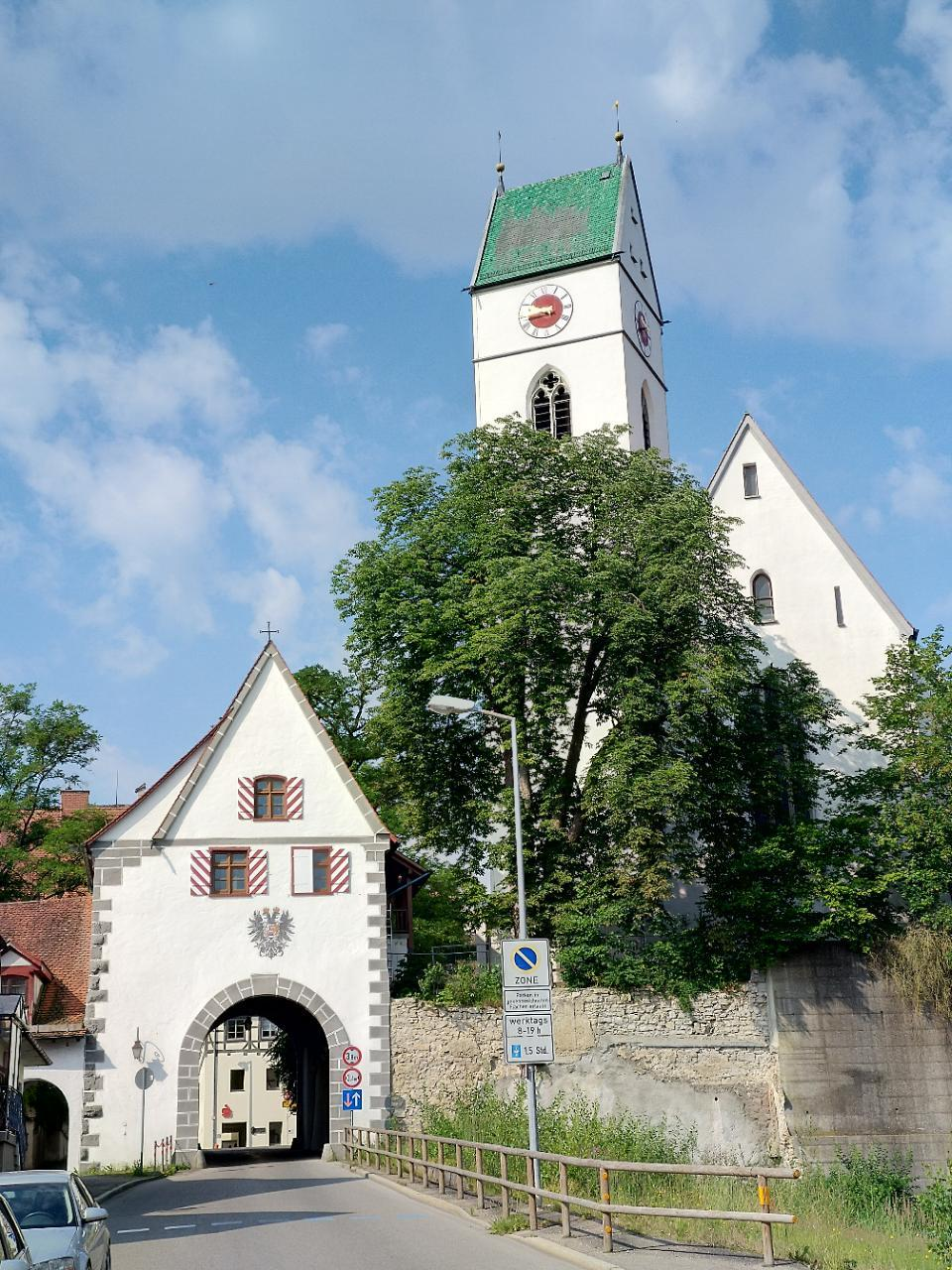

In der Liste der Kulturdenkmale in Riedlingen sind Bau- und Kunstdenkmale der Stadt Riedlingen verzeichnet, die im „Verzeichnis der unbeweglichen Bau- und Kunstdenkmale und der zu prüfenden Objekte“ des Landesamts für Denkmalpflege Baden-Württemberg verzeichnet sind. Dieses Verzeichnis ist nicht öffentlich und kann nur bei „berechtigtem Interesse“ eingesehen werden. Die folgende Liste ist daher nicht vollständig und beruht auf anderweitig veröffentlichten Angaben.

## Allgemein
- Bild: Zeigt ein ausgewähltes Bild aus Commons, „Weitere Bilder“ verweist auf die Bilder im Medienarchiv Wikimedia Commons.
- Bezeichnung: Nennt den Namen, die Bezeichnung oder die Art des Kulturdenkmals.
- Lage: Straßenname und Hausnummer oder Flurstücknummer des Kulturdenkmals, gegebenenfalls auch den Ortsteil. Die Grundsortierung der Liste erfolgt nach dieser Adresse. Der Link (Karte) führt zu verschiedenen Kartendiensten mit der Position des Kulturdenkmals. Fehlt dieser Link, wurden die Koordinaten noch nicht eingetragen. Sind diese bekannt, können sie über ein Tool mit einer Kartenansicht einfach nachgetragen werden. In dieser Kartenansicht sind Kulturdenkmale ohne Koordinaten mit einem roten bzw. orangen Marker dargestellt und können durch Verschieben auf die richtige Position in der Karte mit Koordinaten versehen werden. Kulturdenkmale ohne Bild sind an einem blauen bzw. roten Marker erkennbar.
- Datierung: Baubeginn, Fertigstellung, Datum der Erstnennung oder grobe zeitliche Einordnung entsprechend des Eintrags in der zuständigen Denkmaldatenbank (Landesamt für Denkmalpflege Baden-Württemberg).
- Beschreibung: Kurzcharakteristik des Kulturdenkmals.

## Liste

### Gesamtanlage Riedlingen
| Bild           | Bezeichnung                                                                      | Lage | Datierung                           | Beschreibung | ID                       |
| -------------- | -------------------------------------------------------------------------------- | --- | ----------------------------------- | --- | ------------------------ |
|                | Stadtbefestigung, Stadtmauerreste                                                | Am Bergle, Donaustraße, Froschlache, Haldenstraße, Ilgengasse, Kirchstraße, Kaufhausgasse, Käshof, Lange Straße, Marktplatz, Mühlgasse, Mühltorstraße, Mühlvorstadt, Pfaffengasse, Pfauenstraße, Schulgasse, Vollmergasse, Wasserstapfe, Weilerstraße, Weilertorweg, Wochenmarkt, Zwiefalterstraße (Karte) | um 1200                             | Geschützt nach § 28 DSchG                                                                                       | BW                       |
|                | Wohnhaus Am Bergle 1, 2                                                          | Am Bergle 1, 2 (Karte) | 19. Jahrhundert                     | Erhaltenswertes Gebäude                                                                                         | BW                       |
|                | Wohnhaus Apothekergasse 4                                                        | Apothekergasse 4 (Karte) | 16. Jahrhundert                     | Geschützt nach § 2 DSchG                                                                                        | BW                       |
|                | Bleichegärten, Historische Kleingartenanlage                                     | Flstnr. 2336-2554 |                                     | Erhaltenswerte Freiflächen                                                                                      |                          |
|                | Streichwehr und Mühlkanal (Mühlbach)                                             | Donau (Flstnr. 400 und 205) (Karte) | Mittelalter                         | Geschützt nach § 2 DSchG                                                                                        | BW                       |
|                | Wohn- und Geschäftshaus Donaustraße 1, 3                                         | Donaustraße 1, 3 (Karte) | 15. Jahrhundert                     | Geschützt nach § 2 DSchG                                                                                        | BW                       |
| Weitere Bilder | Wohn- und Geschäftshaus, ehem. Gasthof zum Enge                                  | Donaustraße 2 (Karte) | um 1600                             | Geschützt nach § 2 DSchG                                                                                        |                          |
|                | Hausfigur „Mondsichelmadonna“                                                    | Donaustraße 7 (Karte) | 1716                                | Geschützt nach § 2 DSchG                                                                                        | BW                       |
|                | Wohnhaus Donaustraße 8                                                           | Donaustraße 8 (Karte) | 18./19. Jahrhundert                 | Erhaltenswertes Gebäude                                                                                         | BW                       |
|                | Wohn- und Geschäftshaus Donaustraße 12                                           | Donaustraße 12 (Karte) | Im Kern 15./16. Jahrhundert         | Geschützt nach § 2 DSchG                                                                                        | BW                       |
|                | Wohn- und Geschäftshaus Donaustraße 14                                           | Donaustraße 14 (Karte) | 1786                                | Erhaltenswertes Gebäude                                                                                         | BW                       |
|                | Wohn- und Geschäftshaus Donaustraße 17                                           | Donaustraße 17 (Karte) | 15./16. Jahrhundert                 | Erhaltenswertes Gebäude                                                                                         | BW                       |
|                | Wohn- und Geschäftshaus Donaustraße 18                                           | Donaustraße 18 (Karte) | Um 1500                             | Geschützt nach § 2 DSchG                                                                                        | BW                       |
| Weitere Bilder | Wohn- und Geschäftshaus Donaustraße 19                                           | Donaustraße 19 (Karte) | 1677                                | Geschützt nach § 2 DSchG                                                                                        | BW                       |
| Weitere Bilder | Wohn- und Geschäftshaus Donaustraße 21                                           | Donaustraße 21 (Karte) | 18./19. Jahrhundert                 | Erhaltenswertes Gebäude                                                                                         |                          |
|                | Wohnhaus Froschlache 1                                                           | Froschlache 1 (Karte) | 18./19. Jahrhundert                 | Erhaltenswertes Gebäude                                                                                         | BW                       |
|                | Wohnhaus, ehemaliges Ackerbürgerhaus Froschlache 4                               | Froschlache 4 (Karte) | 1386                                | Geschützt nach § 2 DSchG                                                                                        | BW                       |
|                | Wohnhaus Froschlache 5                                                           | Froschlache 5 (Karte) | 15./16. Jahrhundert                 | Erhaltenswertes Gebäude                                                                                         | BW                       |
|                | Wohnhaus Froschlache 7                                                           | Froschlache 7 (Karte) | 16./17. Jahrhundert                 | Erhaltenswertes Gebäude                                                                                         | BW                       |
|                | Wohnhaus Froschlache 8                                                           | Froschlache 8 (Karte) | 17./18. Jahrhundert                 | Erhaltenswertes Gebäude                                                                                         | BW                       |
|                | Wohnhaus Froschlache 9                                                           | Froschlache 9 (Karte) | 16./17. Jahrhundert                 | Erhaltenswertes Gebäude                                                                                         | BW                       |
|                | Wohnhaus Fuchsgasse 7                                                            | Fuchsgasse 7 (Karte) | 15. Jahrhundert                     | Geschützt nach § 2 DSchG                                                                                        | BW                       |
|                | Sog. Paradiesscheuer                                                             | Gammertinger Straße 1 (Karte) | 1691                                | Geschützt nach § 28 DSchG                                                                                       | BW                       |
|                | Wohnhaus Gammertinger Straße 2                                                   | Gammertinger Straße 2 (Karte) | 1669                                | Erhaltenswertes Gebäude                                                                                         | BW                       |
|                | Gasthaus                                                                         | Gammertinger Straße 3 (Karte) | 17./18. Jahrhundert                 | Erhaltenswertes Gebäude                                                                                         | BW                       |
|                | Bauernhaus Gammertinger Straße 7                                                 | Gammertinger Straße 7 (Karte) | 16. Jahrhundert                     | Geschützt nach § 2 DSchG                                                                                        | BW                       |
|                | Bauernhaus Gammertinger Straße 9                                                 | Gammertinger Straße 9 (Karte) | 2. Hälfte 16. Jahrhundert           | Geschützt nach § 2 DSchG                                                                                        | BW                       |
|                | Bauernhaus Gammertinger Straße 11                                                | Gammertinger Straße 11 (Karte) | Mitte 18. Jahrhundert               | Geschützt nach § 2 DSchG                                                                                        | BW                       |
|                | Grabenkapelle                                                                    | Grabenstraße 1 (Karte) | um 1500                             | Geschützt nach § 2 DSchG                                                                                        | BW                       |
|                | Wohnhaus Grabenstraße 32                                                         | Grabenstraße 32 (Karte) | 1. Hälfte 19. Jahrhundert           | Erhaltenswertes Gebäude                                                                                         | BW                       |
|                | Wohnhaus Grabenstraße 34                                                         | Grabenstraße 34 (Karte) | 1. Hälfte 19. Jahrhundert           | Erhaltenswertes Gebäude                                                                                         | BW                       |
|                | Bildstock mit Pieta                                                              | Grabenstraße (Flstnr. 38) (Karte) | 18. Jahrhundert                     | Geschützt nach § 2 DSchG                                                                                        | BW                       |
|                | Wohn- und Geschäftshaus Haldenstraße 2                                           | Haldenstraße 2 (Karte) | Mitte 16. Jahrhundert               | Geschützt nach § 2 DSchG                                                                                        | BW                       |
|                | Sog. Mühltörle                                                                   | Haldenstraße 3 (Karte) | 1332                                | Geschützt nach § 28 DSchG                                                                                       |                          |
|                | Wohn- und Geschäftshaus Haldenstraße 4                                           | Haldenstraße 4 (Karte) | 14./15. Jahrhundert                 | Geschützt nach § 2 DSchG                                                                                        | BW                       |
|                | Wohn- und Geschäftshaus Haldenstraße 6                                           | Haldenstraße 6 (Karte) | Im Kern 16./17. Jahrhundert         | Erhaltenswertes Gebäude                                                                                         | BW                       |
|                | Wasserwirtschaftsamt, ehemaliges Oberamtsgebäude des Oberamtes Riedlingen        | Haldenstraße 7 (Karte) | 1808                                | Geschützt nach § 2 DSchG                                                                                        | BW                       |
|                | Wohn- und Geschäftshaus Haldenstraße 8                                           | Haldenstraße 8 (Karte) | 14./15. Jahrhundert                 | Geschützt nach § 2 DSchG                                                                                        | BW                       |
|                | Haldenstraße 11 Wohn- und Geschäftshaus                                          | Haldenstraße 11 (Karte) | 17./18. Jahrhundert                 | Erhaltenswertes Gebäude                                                                                         | BW                       |
|                | Wohn- und Geschäftshaus Haldenstraße 12                                          | Haldenstraße 12 (Karte) | 1716                                | Geschützt nach § 2 DSchG                                                                                        | BW                       |
|                | Wohn- und Geschäftshaus Haldenstraße 13                                          | Haldenstraße 13 (Karte) | 14. Jahrhundert                     | Geschützt nach § 2 DSchG                                                                                        | BW                       |
|                | Wohn- und Geschäftshaus, ehemaliger Gasthof zum Bad                              | Haldenstraße 14 (Karte) | Um 1500                             | Geschützt nach § 2 DSchG                                                                                        | BW                       |
|                | Wohn- und Geschäftshaus, ehemaliges Bad                                          | Haldenstraße 15 (Karte) | 14. Jahrhundert                     | Geschützt nach § 2 DSchG                                                                                        | BW                       |
|                | Sog. Schwedenbrunnen                                                             | Haldenstraße, bei Nr. 1 (Flstnr. 19) (Karte) | 1866                                | Geschützt nach § 2 DSchG                                                                                        | BW                       |
| Weitere Bilder | Wohn- und Geschäftshaus Ilgengasse 1                                             | Ilgengasse 1 (Karte) | um 1469                             | Geschützt nach § 2 DSchG                                                                                        |                          |
|                | Wohnhaus Ilgengasse 5                                                            | Ilgengasse 5 (Karte) | Im Kern 15./16. Jahrhundert         | Geschützt nach § 2 DSchG                                                                                        | BW                       |
|                | Wohn- und Geschäftshaus, ehemaliges Ackerbürgerhaus Ilgengasse 9                 | Ilgengasse 9 (Karte) | Um 1600                             | Geschützt nach § 2 DSchG                                                                                        | BW                       |
|                | Wohnhaus Ilgengasse 11, 15                                                       | Ilgengasse 11, 15 (Karte) | 17./18. Jahrhundert                 | Erhaltenswertes Gebäude                                                                                         | BW                       |
|                | Wohnhaus, ehemaliges Ackerbürgerhaus Ilgengasse 17, 19                           | Ilgengasse 17, 19 (Karte) | 1488                                | Geschützt nach § 2 DSchG                                                                                        | BW                       |
|                | Wohnhaus Ilgengasse 20                                                           | Ilgengasse 20 (Karte) | Frühes 15. Jahrhundert              | Geschützt nach § 2 DSchG                                                                                        | BW                       |
|                | Wohnhaus Ilgengasse 22                                                           | Ilgengasse 22 (Karte) | 17./18. Jahrhundert                 | Erhaltenswertes Gebäude                                                                                         | BW                       |
|                | Ehemaliges Gasthaus zum Pflug                                                    | Ilgengasse 24 (Karte) | 18./19. Jahrhundert                 | Erhaltenswertes Gebäude                                                                                         | BW                       |
|                | Scheune Ilgengasse 26                                                            | Ilgengasse 26 (Karte) | 17. Jahrhundert                     | Erhaltenswertes Gebäude                                                                                         | BW                       |
|                | Scheune Käshof 1                                                                 | Käshof 1 (Karte) | 18./19. Jahrhundert                 | Erhaltenswertes Gebäude                                                                                         | BW                       |
|                | Wohn- und Geschäftshaus Kaufhausgasse 3                                          | Kaufhausgasse 3 (Karte) | 19. Jahrhundert                     | Erhaltenswertes Gebäude                                                                                         | BW                       |
|                | Katholisches Pfarrhaus mit ehemaliger Pfarrscheune                               | Kirchstraße 1, 3 (Karte) | 1498                                | Geschützt nach § 12 DSchG                                                                                       |                          |
|                | Sog. Präzeptoratswohnhaus (Kaplanei)                                             | Kirchstraße 2 (Karte) | 1582                                | Geschützt nach § 28 DSchG                                                                                       | BW                       |
|                | Wohn- und Geschäftshaus Lange Straße 1                                           | Lange Straße 1 (Karte) | um 1500                             | Geschützt nach § 2 DSchG                                                                                        | BW                       |
| Weitere Bilder | Wohn- und Geschäftshaus, ehemalige Apotheke Lange Straße 2                       | Lange Straße 2 (Karte) | 1387                                | Geschützt nach § 28 DSchG                                                                                       |                          |
|                | Wohn- und Geschäftshaus Lange Straße 3                                           | Lange Straße 3 (Karte) | 19. Jahrhundert                     | Erhaltenswertes Gebäude                                                                                         | BW                       |
| Weitere Bilder | Wohn- und Geschäftshaus Lange Straße 4                                           | Lange Straße 4 (Karte) | 14./15. Jahrhundert                 | Geschützt nach § 2 DSchG                                                                                        |                          |
|                | Gasthaus zur Glocke                                                              | Lange Straße 5 (Karte) | Erste Hälfte 16. Jahrhundert        | Geschützt nach § 2 DSchG                                                                                        | BW                       |
| Weitere Bilder | Kino, ehemalige Metzig, Waaghaus und Theater                                     | Lange Straße 6 (Karte) | 16. Jahrhundert                     | Geschützt nach § 2 DSchG                                                                                        |                          |
|                | Wohn- und Geschäftshaus Lange Straße 7                                           | Lange Straße 7 (Karte) | Mitte 16. Jahrhundert               | Geschützt nach § 2 DSchG                                                                                        | BW                       |
|                | Wohn- und Geschäftshaus Lange Straße 9                                           | Lange Straße 9 (Karte) | Im Kern Mitte 16. Jahrhundert       | Erhaltenswertes Gebäude                                                                                         | BW                       |
|                | Wohn- und Geschäftshaus Lange Straße 10                                          | Lange Straße 10 (Karte) | Im Kern 15./16. Jahrhundert         | Erhaltenswertes Gebäude                                                                                         | BW                       |
|                | Wohn- und Geschäftshaus Lange Straße 12                                          | Lange Straße 12 (Karte) | Im Kern 16./17. Jahrhundert         | Erhaltenswertes Gebäude                                                                                         | BW                       |
|                | Wohn- und Geschäftshaus Lange Straße 13                                          | Lange Straße 13 (Karte) | um 1600                             | Geschützt nach § 2 DSchG                                                                                        | BW                       |
|                | Wohn- und Geschäftshaus Lange Straße 14                                          | Lange Straße 14 (Karte) | 16. Jahrhundert                     | Geschützt nach § 2 DSchG                                                                                        | BW                       |
|                | Wohn- und Geschäftshaus; ehemaliges Gasthaus Weißes Kreuz                        | Lange Straße 15 (Karte) | Um 1600                             | Geschützt nach § 2 DSchG                                                                                        | BW                       |
|                | Wohn- und Geschäftshaus, ehemaliger Heiligkreuztaler Klosterhof                  | Lange Straße 16 (Karte) | 15. Jahrhundert                     | Geschützt nach § 2 DSchG                                                                                        |                          |
|                | Gasthaus zum Hirsch                                                              | Lange Straße 17 (Karte) | 15./16. Jahrhundert                 | Geschützt nach § 2 DSchG                                                                                        |                          |
| Weitere Bilder | Sog. Wegscheiderhaus                                                             | Lange Straße 19 (Karte) | 1742                                | Das Haus wurde durch den Riedlinger Maler Joseph Ignaz Wegscheider (1704–1759) erbaut Geschützt nach § 12 DSchG |                          |
|                | Wohn- und Geschäftshaus Lange Straße 20, 22                                      | Lange Straße 20, 22 (Karte) | 19. Jahrhundert                     | Erhaltenswertes Gebäude                                                                                         | BW                       |
| Weitere Bilder | Rathaus, ehemaliges Kornhaus                                                     | Marktplatz 1 (Karte) | 1447                                | Geschützt nach § 28 DSchG                                                                                       |                          |
|                | Wohn- und Geschäftshaus, ehemaliges Pfründhaus                                   | Marktplatz 2 (Karte) | 1405                                | Geschützt nach § 2 DSchG                                                                                        | BW                       |
|                | Wohn- und Geschäftshaus Marktplatz 3                                             | Marktplatz 3 (Karte) | 17. Jahrhundert                     | Erhaltenswertes Gebäude                                                                                         | BW                       |
|                | Wohn- und Geschäftshaus Marktplatz 5                                             | Marktplatz 5 (Karte) | 1804                                | Erhaltenswertes Gebäude                                                                                         |                          |
|                | Wohn- und Geschäftshaus, ehem. Stadthaus des Klosters Zwiefalten                 | Marktplatz 6 (Karte) | 1541                                | Geschützt nach § 2 DSchG                                                                                        | BW                       |
|                | Wohn- und Geschäftshaus, Hotel Mohren                                            | Marktplatz 7 (Karte) | 1804                                | Erhaltenswertes Gebäude                                                                                         | BW                       |
|                | Wohn- und Geschäftshaus Marktplatz 9                                             | Marktplatz 9 (Karte) | 1804                                | Erhaltenswertes Gebäude                                                                                         | BW                       |
|                | Wohn- und Geschäftshaus, ehemalige Stadtwirtschaft                               | Marktplatz 11 (Karte) | Erste Hälfte 16. Jahrhundert        | Geschützt nach § 2 DSchG                                                                                        | BW                       |
|                | Ehemaliges Gasthaus zum Hasen                                                    | Marktplatz 13 (Karte) | Mitte 16. Jahrhundert               | Geschützt nach § 2 DSchG                                                                                        | BW                       |
| Weitere Bilder | Wohn- und Geschäftshaus, ehemaliges Gasthaus zur Traube                          | Marktplatz 14 (Karte) | 1746                                | Geschützt nach § 2 DSchG                                                                                        |                          |
|                | Wohn- und Geschäftshaus Marktplatz 15                                            | Marktplatz 15 (Karte) | 1415                                | Geschützt nach § 2 DSchG                                                                                        | BW                       |
| Weitere Bilder | Wohn- und Geschäftshaus, ehem. Gasthaus Schwarzer Adler                          | Marktplatz 16 (Karte) | 1746                                | Geschützt nach § 2 DSchG                                                                                        |                          |
| Weitere Bilder | Wohn- und Geschäftshaus, ehem. Gasthaus Fuchs mit Ökonomiegebäude                | Marktplatz 18, Fuchsgasse 1 (Karte) | 16. Jahrhundert                     | Geschützt nach § 12 DSchG                                                                                       |                          |
|                | Georgsbrunnen                                                                    | Marktplatz, bei Nr. 9 (Flstnr. 2) (Karte) | 1960/61                             | Erhaltenswertes Objekt                                                                                          | BW                       |
|                | Wohn- und Geschäftshaus Mühlgasse 1                                              | Mühlgasse 1 (Karte) | 19./20. Jahrhundert                 | Erhaltenswertes Gebäude                                                                                         | BW                       |
|                | Wohnhaus Mühlgasse 3                                                             | Mühlgasse 3 (Karte) | 1651                                | Geschützt nach § 2 DSchG                                                                                        | BW                       |
|                | Wohn- und Geschäftshaus Mühlgasse 5                                              | Mühlgasse 5 (Karte) | 17./18. Jahrhundert                 | Erhaltenswertes Gebäude                                                                                         | BW                       |
|                | Ehemalige Zehntscheune des Domkapitels Konstanz                                  | Mühlgasse 13 (Karte) | 13. Jahrhundert                     | Geschützt nach § 2 DSchG                                                                                        |                          |
|                | Wohnhaus (heute: Feuerwehrmuseum)                                                | Mühlgasse 15 (Karte) | 1731                                | Erhaltenswertes Gebäude                                                                                         |                          |
|                | Wohnhaus und Scheune Mühlinsel 13                                                | Mühlinsel 13 (Karte) | 19./20. Jahrhundert                 | Erhaltenswertes Gebäude                                                                                         | BW                       |
|                | Scheune Mühlinsel 16/1                                                           | Mühlinsel 16/1 (Karte) | 19. Jahrhundert                     | Erhaltenswertes Gebäude                                                                                         | BW                       |
|                | Strommasten                                                                      | Mühlinsel, bei Nr. 16/1 (Flstnr. 174/1) (Karte) | Mitte 20. Jahrhundert               | Erhaltenswertes Objekt                                                                                          | BW                       |
|                | Gasthaus Kreuz                                                                   | Mühltorstraße 1 (Karte) | 1605                                | Geschützt nach § 2 DSchG                                                                                        | BW                       |
|                | Wohn- und Geschäftshaus, ehem. Stadtapotheke, davor Stadthaus des Klosters Salem | Mühltorstraße 2 (Karte) | 14. Jahrhundert                     | Geschützt nach § 2 DSchG                                                                                        | BW                       |
|                | Wohnhaus der ehemaligen städtischen Waagmühle                                    | Mühltorstraße 4 (Karte) | 15. Jahrhundert                     | Geschützt nach § 2 DSchG                                                                                        | BW                       |
|                | Wohn- und Geschäftshaus Mühltorstraße 5                                          | Mühltorstraße 5 (Karte) | 18./19. Jahrhundert                 | Erhaltenswertes Gebäude                                                                                         | BW                       |
|                | Wasserkraftwerk                                                                  | Mühltorstraße 8 (Karte) | 20. Jahrhundert                     | Erhaltenswertes Gebäude (Kulturdenkmal-Prüffall)                                                                | BW                       |
|                | Wohnhaus Mühlvorstadt 2                                                          | Mühlvorstadt 2 (Karte) | Um 1600                             | Geschützt nach § 2 DSchG                                                                                        | BW                       |
|                | Wohnhaus, ehemaliges Gasthaus zum Schwanen                                       | Mühlvorstadt 3 (Karte) | 1583                                | Geschützt nach § 2 DSchG                                                                                        | BW                       |
|                | Wohnhaus Mühlvorstadt 7 (östlicher Gebäudeteil)                                  | Mühlvorstadt 7 (Karte) | 19. Jahrhundert                     | Erhaltenswertes Gebäude                                                                                         | BW                       |
|                | Ackerbürgerhaus Mühlvorstadt 11                                                  | Mühlvorstadt 11 (Karte) | 18./19. Jahrhundert                 | Erhaltenswertes Gebäude                                                                                         | BW                       |
|                | Wohnhaus Mühlvorstadt 12                                                         | Mühlvorstadt 12 (Karte) | 16. Jahrhundert                     | Geschützt nach § 2 DSchG                                                                                        | BW                       |
|                | Wohnhaus Mühlvorstadt 28                                                         | Mühlvorstadt 28 (Karte) | 18./19. Jahrhundert                 | Erhaltenswertes Gebäude                                                                                         | BW                       |
|                | Gärten entlang des Mühlbachs                                                     | Mühlvorstadt (Flstnr. 188-192, 196, 197, 199-201) (Karte) |                                     | Erhaltenswerte Grün- und Freiflächen                                                                            | BW                       |
|                | Wohnhaus Pfaffengasse 2                                                          | Pfaffengasse 2 (Karte) | Zweite Hälfte 16. Jahrhundert       | Geschützt nach § 2 DSchG                                                                                        | BW                       |
|                | Wohnhaus Pfaffengasse 4                                                          | Pfaffengasse 4 (Karte) | 16./17. Jahrhundert                 | Erhaltenswertes Gebäude                                                                                         | BW                       |
|                | Wohn- und Geschäftshaus Pfaffengasse 6                                           | Pfaffengasse 6 (Karte) | Zweite Hälfte 17. Jahrhundert       | Geschützt nach § 2 DSchG                                                                                        | BW                       |
|                | Wohnhaus Pfaffengasse 8                                                          | Pfaffengasse 8 (Karte) | Frühes 17. Jahrhundert              | Geschützt nach § 2 DSchG                                                                                        | BW                       |
|                | Wohnhaus, ursprünglich zum Spital gehörig, später Oberamtsgericht                | Pfaffengasse 10 (Karte) | 1497                                | Geschützt nach § 2 DSchG                                                                                        | BW                       |
|                | Wohn- und Geschäftshaus Pfauenstraße 3                                           | Pfauenstraße 3 (Karte) | 16. Jahrhundert                     | Geschützt nach § 2 DSchG                                                                                        | BW                       |
|                | Wohn- und Geschäftshaus, ehemaliges Gasthaus zum Pfauen                          | Pfauenstraße 5 (Karte) | 1543                                | Geschützt nach § 2 DSchG                                                                                        | BW                       |
|                | Wohnhaus Pfauenstraße 7                                                          | Pfauenstraße 7 (Karte) | 19./20. Jahrhundert                 | Erhaltenswertes Gebäude                                                                                         | BW                       |
|                | Wohn- und Geschäftshaus Pfauenstraße 8                                           | Pfauenstraße 8 (Karte) | 1. Hälfte 19. Jahrhundert           | Erhaltenswertes Gebäude                                                                                         | BW                       |
| Weitere Bilder | So genanntes „Haus mit der schönen Stiege“                                       | Rösslegasse 1 (Karte) | 1556                                | Geschützt nach § 28 DSchG                                                                                       |                          |
|                | So genannte „Mohrenscheuer“ oder „Alte Kaserne“                                  | Rösslegasse 2 (Karte) | 1686                                | Geschützt nach § 28 DSchG                                                                                       |                          |
|                | Wohnhaus Schulgasse 1                                                            | Schulgasse 1 (Karte) | 18./19. Jahrhundert                 | Erhaltenswertes Gebäude                                                                                         | BW                       |
|                | Wohnhaus Schulgasse 2                                                            | Schulgasse 2 (Karte) | 18./19. Jahrhundert                 | Erhaltenswertes Gebäude                                                                                         | BW                       |
|                | Wohnhaus Schulgasse 3                                                            | Schulgasse 3 (Karte) | 18./19. Jahrhundert                 | Erhaltenswertes Gebäude                                                                                         | BW                       |
|                | Wohnhaus Schulgasse 4                                                            | Schulgasse 4 (Karte) | 16./17. Jahrhundert                 | Erhaltenswertes Gebäude                                                                                         | BW                       |
|                | Wohnhaus, ehemaliges Pfründhaus                                                  | Schulgasse 5 (Karte) | 1515                                | Geschützt nach § 2 DSchG                                                                                        | BW                       |
|                | Wohnhaus Schulgasse 6                                                            | Schulgasse 6 (Karte) | 16./17. Jahrhundert                 | Erhaltenswertes Gebäude                                                                                         | BW                       |
|                | Wohnhaus, ehemaliges Pfründhaus                                                  | Schulgasse 7 (Karte) | 1349                                | Geschützt nach § 2 DSchG                                                                                        | BW                       |
|                | Ehemaliges Schulhaus                                                             | Schulgasse 9 (Karte) | 1584                                | Geschützt nach § 28 DSchG                                                                                       | BW                       |
|                | Ehemaliger Steinbruch                                                            | Steinbruch (Flstnr. 32/18) |                                     | Erhaltenswerte Grün- und Freifläche                                                                             |                          |
|                | Wohnhaus Storchengasse 1                                                         | Storchengasse 1 (Karte) | 14./15. Jahrhundert                 | Geschützt nach § 2 DSchG                                                                                        | BW                       |
|                | Ökonomiegebäude Storchengasse 3                                                  | Storchengasse 3 (Karte) | 1. Hälfte 17. Jahrhundert           | Geschützt nach § 2 DSchG                                                                                        | BW                       |
|                | Wohnhaus Storchengasse 4                                                         | Storchengasse 4 (Karte) | 15./16. Jahrhundert                 | Geschützt nach § 2 DSchG                                                                                        | BW                       |
|                | Wohnhaus Storchengasse 5                                                         | Storchengasse 5 (Karte) | 15./16. Jahrhundert                 | Geschützt nach § 2 DSchG                                                                                        | BW                       |
|                | Gasthaus Storchen                                                                | Storchengasse 7 (Karte) | 14. Jahrhundert                     | Geschützt nach § 2 DSchG                                                                                        | BW                       |
|                | Wohnhaus Tuchplatz 1                                                             | Tuchplatz 1 (Karte) | 18./19. Jahrhundert                 | Erhaltenswertes Gebäude                                                                                         | BW                       |
|                | Wohn- und Gewerbegebäude Tuchplatz 8                                             | Tuchplatz 8 (Karte) | 1. Hälfte 20. Jahrhundert           | Erhaltenswertes Gebäude                                                                                         | BW                       |
|                | Wohnhaus Veitstraße 1, 3                                                         | Veitstraße 1, 3 (Karte) | 18./19. Jahrhundert                 | Erhaltenswertes Gebäude                                                                                         | BW                       |
|                | Wohnhaus Veitstraße 4                                                            | Veitstraße 4 (Karte) | 16./17. Jahrhundert                 | Erhaltenswertes Gebäude                                                                                         | BW                       |
|                | Wohnhaus Vollmergasse 2                                                          | Vollmergasse 2 (Karte) | 16. Jahrhundert                     | Geschützt nach § 2 DSchG                                                                                        | BW                       |
|                | Wohnhaus Wasserstapfe 1                                                          | Wasserstapfe 1 (Karte) | 16. Jahrhundert                     | Erhaltenswertes Gebäude (Kulturdenkmal-Prüffall)                                                                | BW                       |
|                | Doppelwohnhaus Wasserstapfe 2, 4                                                 | Wasserstapfe 2, 4 (Karte) | 18. Jahrhundert                     | Erhaltenswertes Gebäude                                                                                         | BW                       |
|                | Wohnhaus und Scheune Wasserstapfe 5                                              | Wasserstapfe 5 (Karte) | 19. Jahrhundert                     | Erhaltenswertes Gebäude                                                                                         | BW                       |
|                | Wohnhaus Wasserstapfe 7                                                          | Wasserstapfe 7 (Karte) | 1. Hälfte 20. Jahrhundert           | Erhaltenswertes Gebäude                                                                                         | BW                       |
|                | Ökonomiegebäude Wasserstapfe 8                                                   | Wasserstapfe 8 (Karte) | 1. Hälfte 20. Jahrhundert           | Erhaltenswertes Gebäude                                                                                         | BW                       |
|                | Wohnhaus Weibermarkt 1                                                           | Weibermarkt 1 (Karte) | 15./16. Jahrhundert                 | Geschützt nach § 2 DSchG                                                                                        | BW                       |
|                | Wohn- und Geschäftshaus Weibermarkt 2                                            | Weibermarkt 2 (Karte) | 19./20. Jahrhundert                 | Erhaltenswertes Gebäude                                                                                         | BW                       |
|                | Gasthaus zum Lamm                                                                | Weibermarkt 6 (Karte) | Um 1700                             | Geschützt nach § 2 DSchG                                                                                        | BW                       |
|                | Wohn- und Geschäftshaus Weibermarkt 7                                            | Weibermarkt 7 (Karte) | 18./19. Jahrhundert                 | Erhaltenswertes Gebäude                                                                                         | BW                       |
|                | Wohn- und Geschäftshaus Weilerstraße 1                                           | Weilerstraße 1 (Karte) | 17. Jahrhundert                     | Geschützt nach § 2 DSchG                                                                                        | BW                       |
|                | Wohn- und Geschäftshaus Weilerstraße 2                                           | Weilerstraße 2 (Karte) | 17./18. Jahrhundert                 | Erhaltenswertes Gebäude                                                                                         | BW                       |
| Weitere Bilder | Gasthaus zum Greifen                                                             | Weilerstraße 4 (Karte) | 17./18. Jahrhundert                 | Geschützt nach § 28 DSchG                                                                                       |                          |
|                | Wohnhaus Weilerstraße 6                                                          | Weilerstraße 6 (Karte) | 16./17. Jahrhundert                 | Geschützt nach § 2 DSchG                                                                                        | BW                       |
|                | Wohnhaus Weilerstraße 8                                                          | Weilerstraße 8 (Karte) | 18. Jahrhundert                     | Geschützt nach § 2 DSchG                                                                                        | BW                       |
|                | Wohnhaus Weilerstraße 10                                                         | Weilerstraße 10 (Karte) | 16. Jahrhundert                     | Geschützt nach § 2 DSchG                                                                                        | BW                       |
|                | Wohnhaus Weilerstraße 11                                                         | Weilerstraße 11 (Karte) | 18./19. Jahrhundert                 | Erhaltenswertes Gebäude                                                                                         | BW                       |
|                | Wohnhaus, ehemaliges Amtshaus des Konstanzer Domkapitels                         | Weilerstraße 12 (Karte) | zweiten Hälfte des 18. Jahrhunderts | Geschützt nach § 2 DSchG                                                                                        | BW                       |
|                | Wohn- und Geschäftshaus Weilerstraße 13                                          | Weilerstraße 13 (Karte) | 17./18. Jahrhundert                 | Erhaltenswertes Gebäude                                                                                         | BW                       |
|                | Ackerbürgerhaus, später Gaststätte „Grüner Baum“                                 | Weilerstraße 14 (Karte) | 15./16. Jahrhundert                 | Geschützt nach § 2 DSchG                                                                                        | BW                       |
|                | Wohnhaus, ehemalige Posthalterei                                                 | Weilerstraße 15 (Karte) | Um 1722                             | Geschützt nach § 2 DSchG                                                                                        | BW                       |
|                | Gasthaus Ulmer                                                                   | Weilerstraße 17 (Karte) | Im Kern wohl 15./16. Jahrhundert    | Geschützt nach § 2 DSchG                                                                                        | BW                       |
|                | Wohn- und Geschäftshaus Weilerstraße 18                                          | Weilerstraße 18 (Karte) | 18./19. Jahrhundert                 | Erhaltenswertes Gebäude                                                                                         | BW                       |
|                | Wohnhaus mit Garten Weilerstraße 22                                              | Weilerstraße 22 (Karte) | 18. Jahrhundert                     | Erhaltenswertes Gebäude                                                                                         | BW                       |
|                | Wohnhaus mit Scheune Weilerstraße 25                                             | Weilerstraße 25 (Karte) | 18./19. Jahrhundert                 | Erhaltenswertes Gebäude                                                                                         | BW                       |
|                | Ökonomiegebäude Weilertorweg 1                                                   | Weilertorweg 1 (Karte) | 18. Jahrhundert                     | Erhaltenswertes Gebäude                                                                                         | BW                       |
| Weitere Bilder | Weilerkapelle St. Maria und Vierzehn Nothelfer                                   | Weilervorstadt 1 (Karte) | 1721–1724                           | Geschützt nach § 28 DSchG                                                                                       | Wikidata-Objekt anzeigen |
|                | Wohnhaus Weilervorstadt 6                                                        | Weilervorstadt 6 (Karte) | 19. Jahrhundert                     | Erhaltenswertes Gebäude                                                                                         | BW                       |
|                | Wohnhaus Weilervorstadt 8                                                        | Weilervorstadt 8 (Karte) | 19. Jahrhundert                     | Erhaltenswertes Gebäude                                                                                         | BW                       |
|                | Wohnhaus Weilervorstadt 9                                                        | Weilervorstadt 9 (Karte) | 19. Jahrhundert                     | Erhaltenswertes Gebäude                                                                                         | BW                       |
|                | Wohnhaus Weilervorstadt 10                                                       | Weilervorstadt 10 (Karte) | 18. Jahrhundert                     | Erhaltenswertes Gebäude                                                                                         | BW                       |
|                | Scheune Weilervorstadt 11                                                        | Weilervorstadt 11 (Karte) | 19./20. Jahrhundert                 | Erhaltenswertes Gebäude                                                                                         | BW                       |
| Weitere Bilder | Ehemaliges Spital zum Heiligen Geist mit Spitaltörle                             | Wochenmarkt 1, 3, 3/1 (Pfaffengasse 10) (Karte) | 1417                                | Geschützt nach § 28 DSchG                                                                                       |                          |
|                | Ehemalige Spitalscheune                                                          | Wochenmarkt 4 (Karte) | 18. Jahrhundert                     | Geschützt nach § 2 DSchG                                                                                        | BW                       |
| Weitere Bilder | Katholische Stadtpfarrkirche St. Georg                                           | Zwiefalter Straße 1 (Karte) | 1486                                | Geschützt nach § 28 DSchG                                                                                       | Wikidata-Objekt anzeigen |
|                | So genanntes „Seelschwesternhaus“                                                | Zwiefalter Straße 2 (Karte) | Frühes 16. Jahrhundert              | Geschützt nach § 28 DSchG                                                                                       |                          |
| Weitere Bilder | Zwiefalter Tor                                                                   | Zwiefalter Straße 3 (Karte) |                                     | Geschützt nach § 28 DSchG                                                                                       |                          |
|                | Wohnhaus Zwiefalter Straße 4                                                     | Zwiefalter Straße 4 (Karte) | 17./18. Jahrhundert                 | Erhaltenswertes Gebäude                                                                                         | BW                       |
| Weitere Bilder | Zellemeesturm                                                                    | Zwiefalter Straße 4/1 (Karte) | 14. Jahrhundert                     | Geschützt nach § 28 DSchG                                                                                       |                          |
|                | Wohnhaus und Scheune Zwiefalter Straße 9                                         | Zwiefalter Straße 9 (Karte) | 19. Jahrhundert                     | Erhaltenswertes Gebäude                                                                                         | BW                       |
|                | Wohnhaus Zwiefalter Straße 10                                                    | Zwiefalter Straße 10 (Karte) | 1898                                | Geschützt nach § 2 DSchG                                                                                        | BW                       |
|                | Ökonomiegebäude Zwiefalter Straße 11                                             | Zwiefalter Straße 11 (Karte) | um 1900                             | Erhaltenswertes Gebäude                                                                                         | BW                       |
|                | Streckgehöft Zwiefalter Straße 13                                                | Zwiefalter Straße 13 (Karte) | um 1900                             | Erhaltenswertes Gebäude                                                                                         | BW                       |
|                | Ehemaliger Friedhof                                                              | Zwiefalter Straße (Flstnr. 1) (Karte) |                                     | Erhaltenswerte Grün- und Freifläche                                                                             | BW                       |